# Kibara myrtoides
Kibara myrtoides är en tvåhjärtbladig växtart som beskrevs av Janet Russell Perkins. Kibara myrtoides ingår i släktet Kibara och familjen Monimiaceae. Inga underarter finns listade i Catalogue of Life.